# Tennessee Volunteers/Lady Volunteers
Tennessee Volunteers/Lady Volunteers är en idrottsförening tillhörande University of Tennessee och har som uppgift att ansvara för universitetets idrottsutövning.

## Idrotter
Volunteers/Lady Volunteers deltager i följande idrotter:
| Herrar (Volunteers) - Amerikansk fotboll - Baseboll - Basket - Friidrott - Golf - Simning - Simhopp - Tennis | Damer (Lady Volunteers) - Basket - Fotboll - Friidrott - Golf - Rodd - Simning - Simhopp - Softboll - Tennis - Volleyboll |

## Idrottsutövare
| Amerikansk fotboll - Willie Gault - Sam Graddy - Peyton Manning - Heath Shuler Baseboll - R.A. Dickey - Todd Helton - Dalton Knecht - Augie Ojeda Basket - Cindy Brogdon - Tamika Catchings - Kennedy Chandler - Daedra Charles - Bridgette Gordon - Ernie Grunfeld - Tobias Harris - Lea Henry - Chamique Holdsclaw - Allan Houston - Keon Johnson - Kara Lawson | - Nikki McCray - Carla McGhee - Kevin Nash - Cindy Noble - Candace Parker - Julian Phillips - Patricia Roberts - Admiral Schofield - Jaden Springer - Grant Williams Fotboll - Marie-Ève Nault - Khadija Shaw - Rhian Wilkinson Friidrott - Nia Ali - Tianna Bartoletta - Christian Coleman - Benita Fitzgerald-Brown - Justin Gatlin - Willie Gault - Sam Graddy - Lawrence Johnson | - Tim Mack - LaVonna Martin - Aries Merritt - Leonard Scott - DeeDee Trotter Golf - Bert Greene - Caleb Surratt Kampsport - Ovince Saint Preux Simning - David Edgar - Christine Magnuson - Jonas Persson - Melvin Stewart - Matt Vogel Softboll - Monica Abbott Volleyboll - Kelsey Robinson |

### Galleri

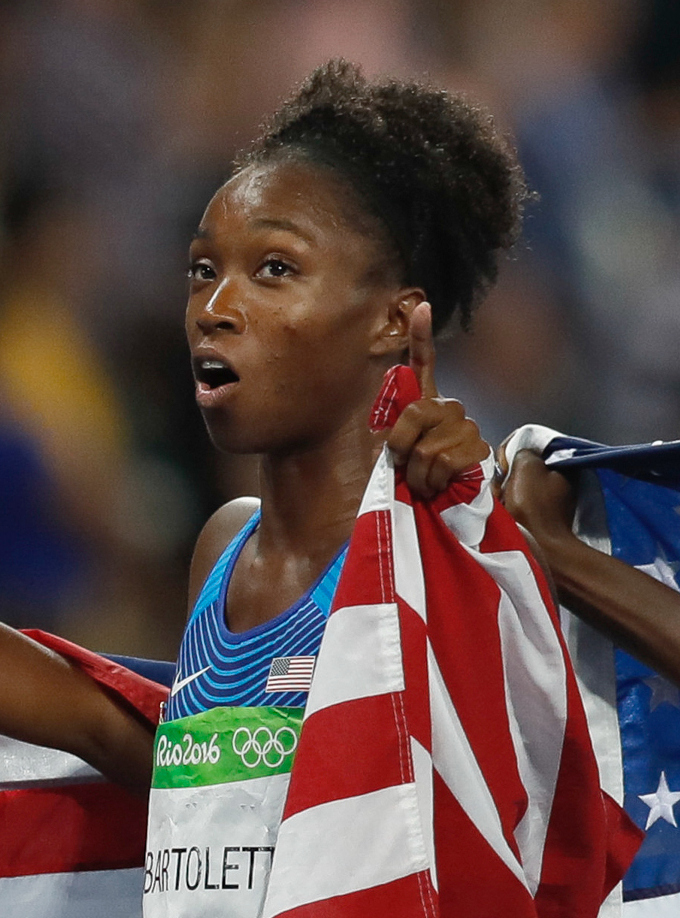
Tianna Bartoletta.
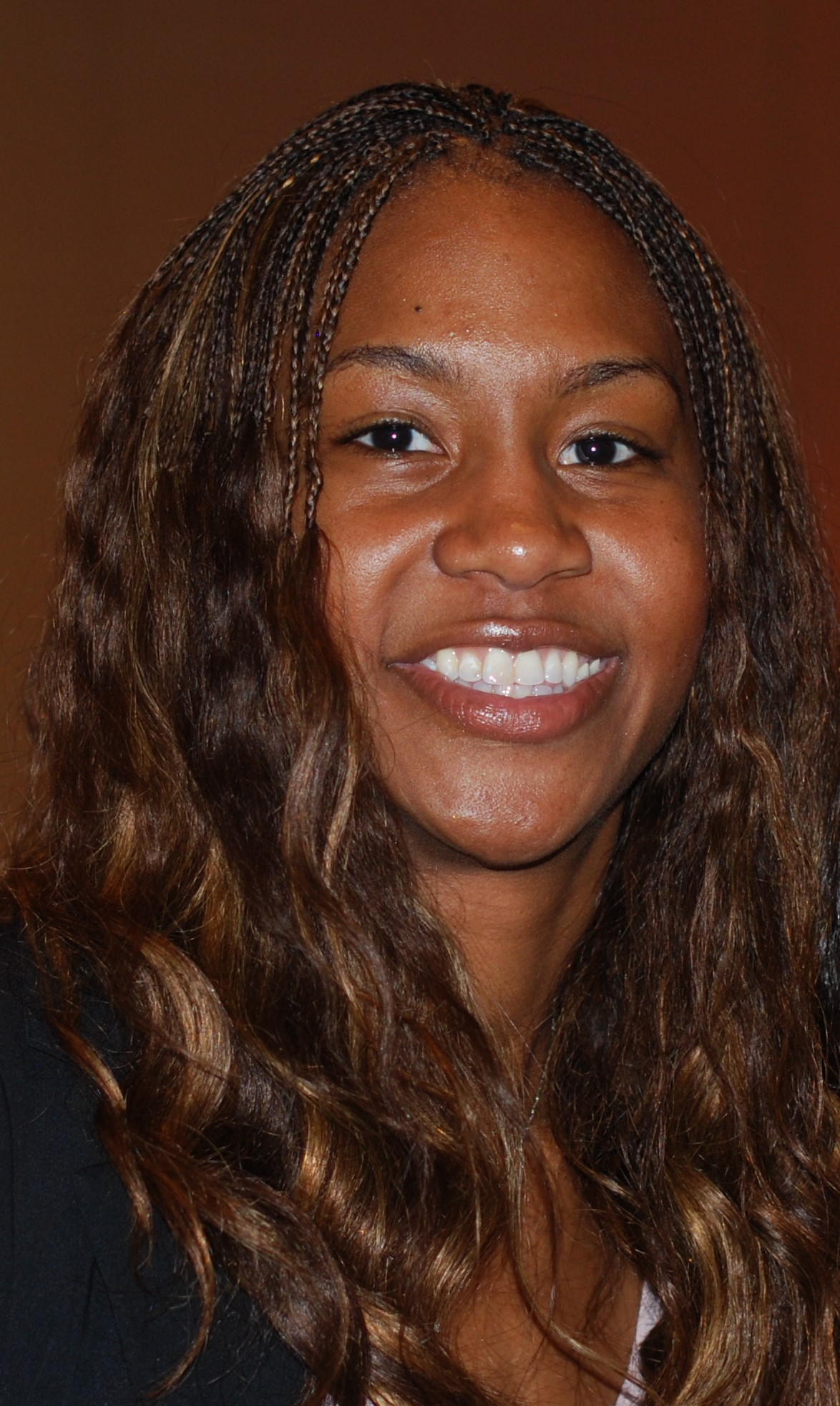
Tamika Catchings.
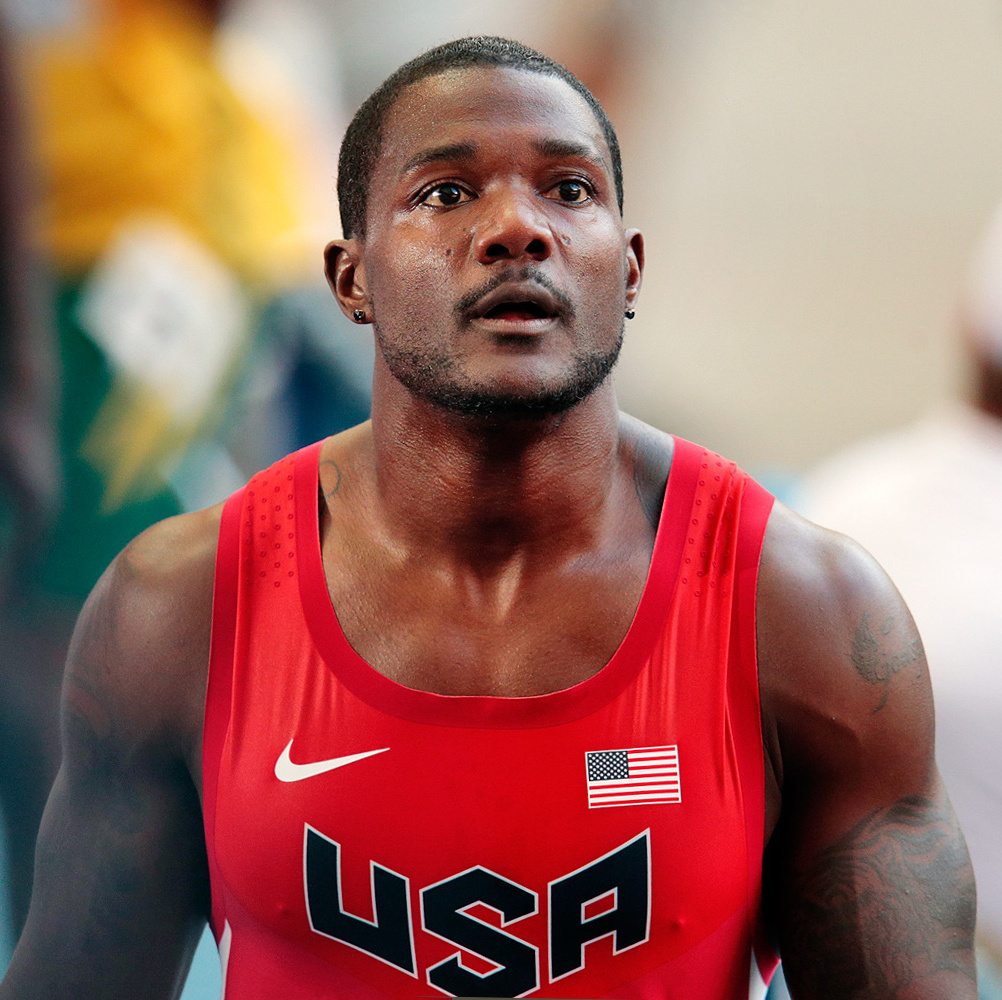
Justin Gatlin.
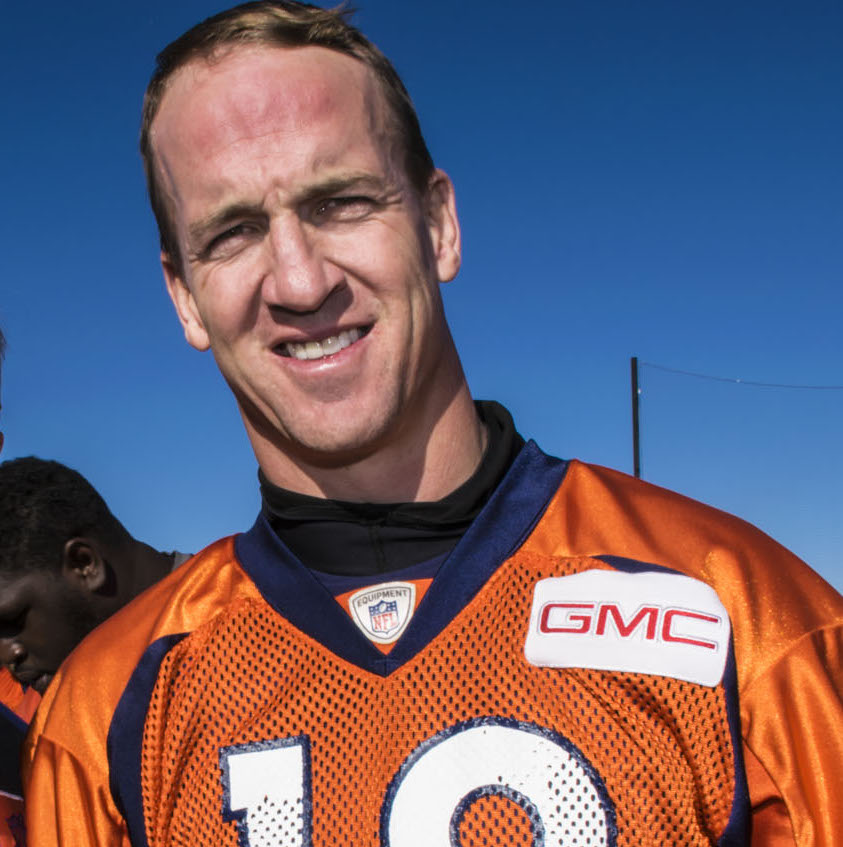
Peyton Manning.
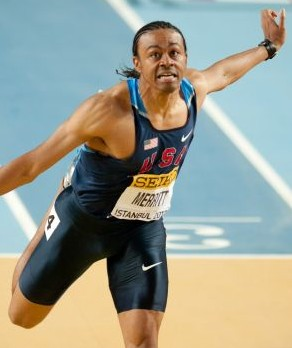
Aries Merritt.
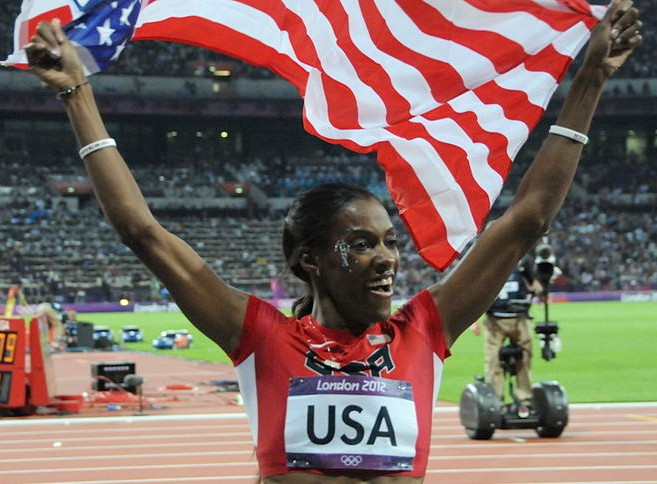
DeeDee Trotter.